# تل الترمس

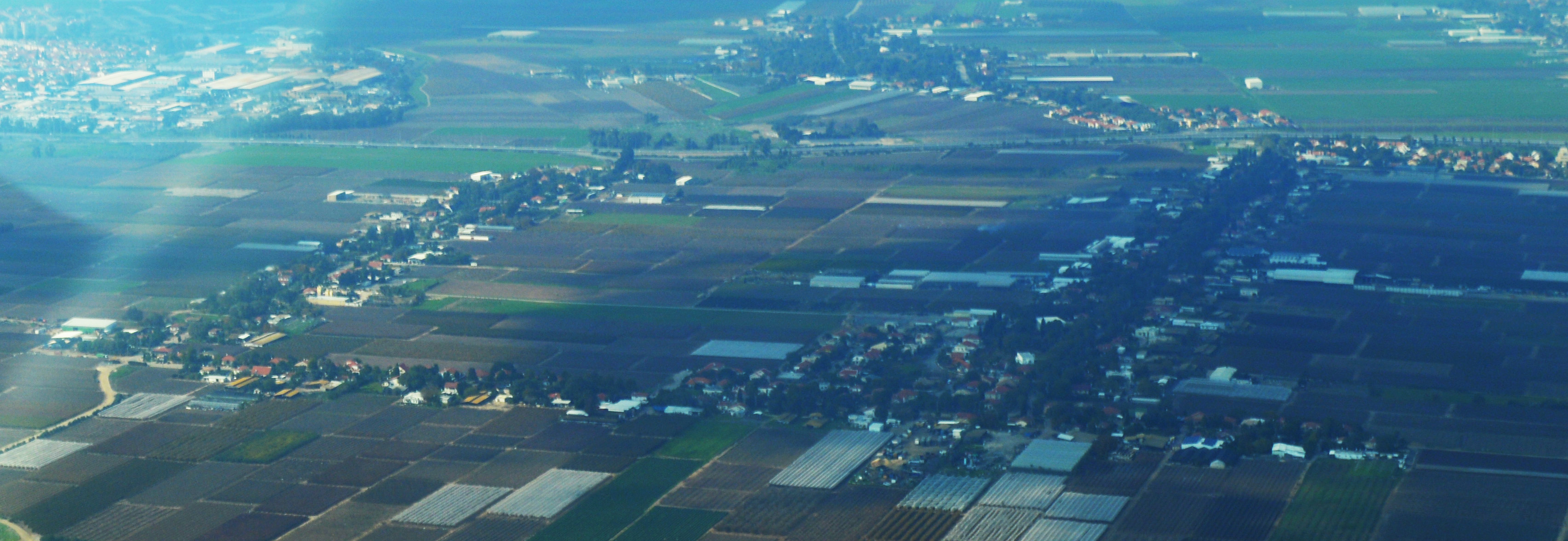
منظر جوي لمستعمرة عروغوت الصهيونية المبنية على جزء من أراضي تل الترمس المحتلة

تل الترمس، هي قرية فلسطينية تقع شمالي شرق غزة قريبة من طريق غزة – القدس الرئيسة المارة بالمجدل، وتبعد عنها 38 كم، وترتفع 75م عن سطح البحر. تبلغ مساحة أراضيها 11,508 دونماً.
قرية عربية تقع شمالي شرق غزة قريبة من طريق غزة – القدس الرئيسة المارة بالمجدل. وقد نشأت القرية منذ قرن من الزمان تقريباً فوق تل يرتفع زهاء 70م عن سطح البحر. ويمر بطرقها الجنوبي وادي بروسيو الذي ينتهي في وادي صقرير. ويعود اسمها إلى كثرة الترمس الذي كان ينبت في أراضيها. وقد امتد عمران القرية شرقاً وغرباً على مساحة 35 دونماً، ومعظم مبانيها من اللبن.

## نبذة
تُحيط بقرية تل الترمس أراضي قرى بعلين، صميل، الجلدية، والسوافير الشرقية، قسطينة، والمسمية الصغيرة، وتل الصافي. وقدر عدد سكانها عام 1922 (384) نسمة. وفي عام 1945 (760) نسمة. ويوجد بها جامع، وكان طلابها يدرسون في مدرسة قسطينة، وتوجد بها خربة الطراطير، كما يوجد بها موقع اثري يحتوي على فخاريات وبئر قديمة.

## تسميتها
كانت قريه تل الترمس جزء لا يتجزء من قريه تل الصافي بحدود عام 1800 وبعد قدوم عشيرة شناعة للمنطقة وكان أول القادمين من هذه العشيرة هم الحجوج وتبعهم أبناء عمومتهم ال عودة الله ونظرًا لاختلاف تضاريسها عن تل الصافي حيث تعتبر نهايه سفوح جبال الخليل من تل الصافي وبداية السهل لجهة غزة أصبحت هنا تل الترمس قريه جديدة منفصله عن تل الصافي نظرًا لانبساط أرضها عكس القرية الأم المرتفعه ونظرًا لطبيعه السكان الجدد المختلفه، وكانت تسمى خربه الذهب وبعد انفصالها عن تل الصافي زرع فيها نبات الترمس بكثره فاخذت اسمها الجديد.

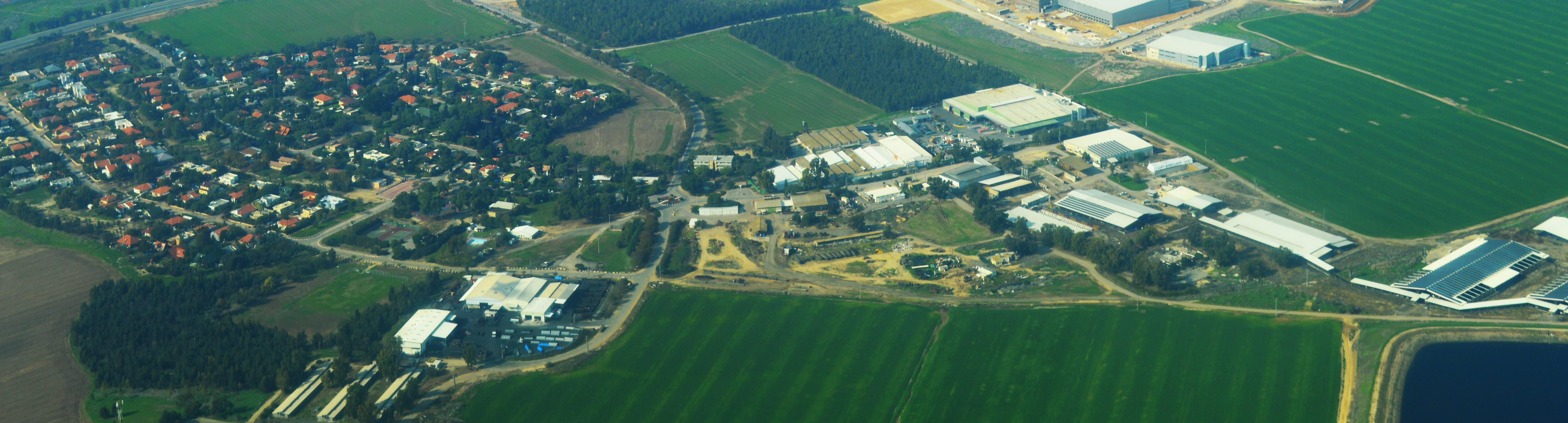
مشهد لمستعمرة تيموريم الصهيونية التي أقيمت على أنقاض القرية

## الزراعة
بلغت مساحة أراضي القرية 11.508 دونمات منها 160 دونماً للطرق والأودية. وتوجد في أراضيها بعض الآثار القديمة. وقد تزايد عدد سكانها من 384 نسمة سنة 1922 إلى 760 نسمة سنة 1945. وكان معظمهم يعتمد في معيشته على زراعة الحبوب والحمضيات والخضر.

## احتلال القرية
قامت المنظمات الصهيونية المسلحة بهدم القرية وتشريد اهلها البالغ عددهم عام 48 (882)نسمة، وكان ذلك في 9–7 1948.
كانت تل الترمس إحدى ست عشرة قرية تم احتلالها خلال عملية أن- فار وهي عبارة عن هجوم شن خلال الأيام العشرة الفاصلة بين الهدنتين (8- 18 يوليو 1948) على الجبهة الجنوبية وكان هدف العملية توسيع رقعة انتشار وسيطرة لواء غفعاتي شرقا وجنوبا. وقد نجحت في طرد السكان من نحو ست عشرة قرية تقع عند ملتقى أقضية غزة والخليل والرملة، منها قرى تل الصافي، بركوسيا، بعلين، صميل، جسير والجلدية.

## السكان اليوم
طرد اليهود سكان تل الترمس عام 1948، ودمروها، وأقاموا على أراضيها مستعمرة “تموريم”.عام 1954.
ويبلغ مجموع اللاجئين من هذه القرية في عام 1998 حوالي (5414).